# Фернанду-Педроза
Фернанду-Педроза (порт. Fernando Pedroza) — муниципалитет в Бразилии, входит в штат Риу-Гранди-ду-Норти. Составная часть мезорегиона Центр штата Риу-Гранди-ду-Норти. Входит в экономико-статистический микрорегион Анжикус. Население составляет 2545 человек на 2006 год. Занимает площадь 322,54 км². Плотность населения — 7,9 чел./км².

## История
Город основан 26 июня 1992 года.

## Статистика
- Валовой внутренний продукт на 2003 год составляет 5 398 961 реалов (данные: Бразильский институт географии и статистики).
- Валовой внутренний продукт на душу населения на 2003 год составляет 2082,13 реалов (данные: Бразильский институт географии и статистики).
- Индекс развития человеческого потенциала на 2000 год составляет 0,625 (данные: Программа развития ООН).